# 白點袋巨口魚
白點巨口魚（学名：Photonectes leucospilus）为輻鰭魚綱巨口鱼目巨口鱼科的其中一種。分布於大西洋熱帶至亞熱帶海域，為深海魚類，體長可達20.4公分。

## 扩展阅读
維基物種上的相關：白點袋巨口魚